# Club dei giacobini

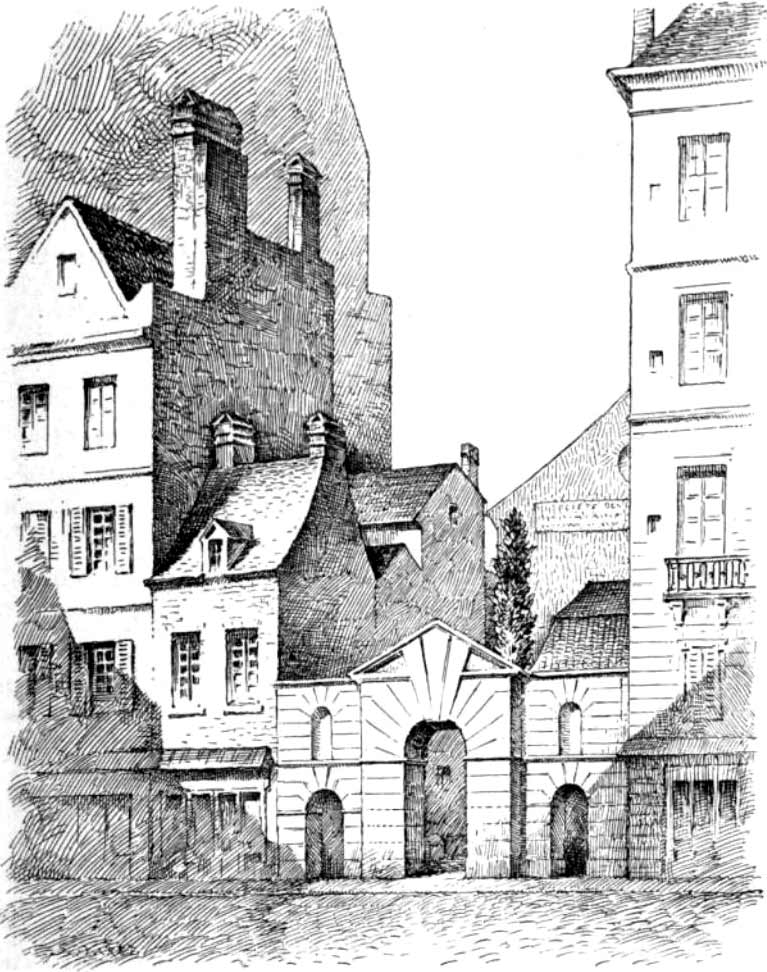
Il club dei giacobini in rue Saint-Honoré a Parigi

Il club dei giacobini (club des jacobins) fu un'associazione politica fondata a Parigi nel novembre 1789 con sede nel convento domenicano di San Giacomo (Saint-Jacobus) in rue Saint-Honoré.
Inizialmente, nato dal Club bretone, aveva assunto il nome di Società della Rivoluzione (Société de la Révolution), mutato l'8 febbraio 1790 in Società degli amici della Costituzione (Société des amis de la Constitution), ma fu ben presto conosciuto popolarmente come club dei giacobini. Con la caduta della monarchia e l'instaurazione della Repubblica, il 21 settembre 1792 il club prese il nome di Società dei giacobini, amici della libertà e dell'eguaglianza (Société des jacobins, amis de la liberté et de l'égalité).
Sopravvissuto a stento alla caduta di Robespierre, il 12 novembre 1794 il club fu soppresso dalle autorità.

## Storia dei Giacobini

### Le origini

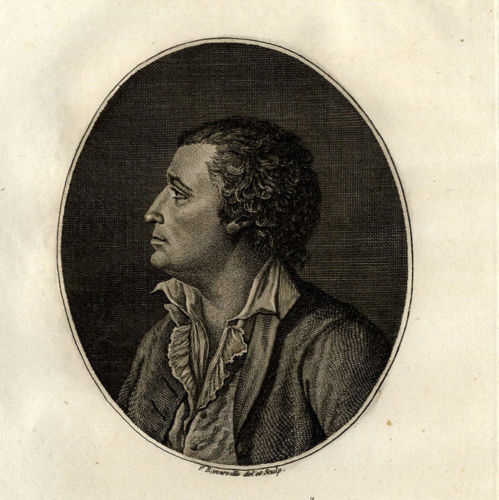
Edmond Dubois-Crancé

Il 6 ottobre 1789 l'Assemblea Nazionale si trasferì da Versailles a Parigi. Il club bretone, la società di deputati della Bretagna fondata in maggio a Versailles ma frequentata anche da deputati eletti nelle diverse province, si sciolse. Tuttavia la positiva esperienza di quel club non doveva rimanere lettera morta e si pensò di ripeterla su nuove basi.
Le fonti dell'epoca sono tuttavia contraddittorie. Jacques Antoine Dulaure afferma che nel mese di novembre era stato costituito a Londra il Club de la Révolution de France, che aveva inviato all'Assemblea Nazionale una lettera di felicitazioni per il lavoro svolto. Di conseguenza «i membri del comitato bretone concepirono il progetto di formare a Parigi una società sull'esempio londinese, dandogli basi più solide e più estese di quel comitato». Anche nei suoi Esquisses historiques Dulaure conferma la nascita del club giacobino su iniziativa dei deputati bretoni.
Edmond Dubois-Crancé, già membro attivo del club bretone, afferma invece che «i vantaggi tratti dalla corte dallo scioglimento del club bretone convinse i suoi membri a ricostituirlo». La tesi che la ricostituzione del club si fosse resa necessaria per opporsi ai maneggi della corte e dell'aristocrazia è confermata dal deputato dell'Anjou La Révellière-Lépeaux. Egli però nega che la nuova società abbia avuto origine dal club bretone o da una sua parte, «come comunemente si crede». Furono «i deputati della Franca Contea, alcuni deputati dell'Anjou, come Leclerc, Pilastre ed io, e qualche altro costituente», a organizzarsi «per assicurare il comitato di presidenza dell'Assemblea ai patrioti».

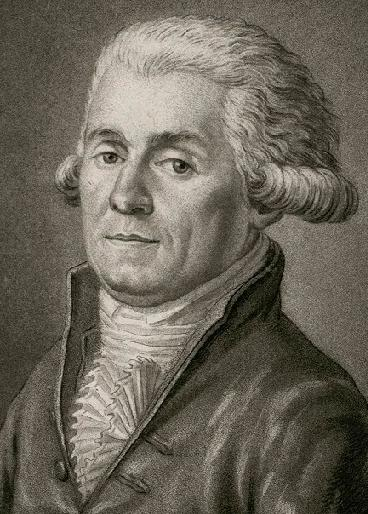
Charles Claude Gourdan

Anche Alexandre de Lameth non giudica il club dei giacobini una derivazione del club bretone: «i deputati delle province lontane dalla capitale», che non erano mai stati a Parigi, «provavano una specie di terrore all'idea di essere isolati e per così dire perduti in mezzo a quell'immensa città. Quasi tutti cercarono allora di alloggiare il più vicino possibile all'Assemblea» e di stabilire «un luogo di riunione per concertare la direzione degli affari pubblici». Diversamente sostengono il deputato Jean-Pierre Boullé che l'8 dicembre 1789 riferisce di un club bretone «rinnovato e perfezionato» funzionante a Parigi, e il Bulletin de la Correspondance de Brest del 9 gennaio 1790, secondo il quale l'associazione parigina «che si occupa senza posa della felicità del popolo» è «formata dai deputati della Bretagna».
Beaulieu fa un racconto circostanziato su quella che, secondo lui, sarebbe stata l'origine del club. Il deputato della Franca Contea Charles Claude Gourdan avrebbe chiesto a Sieyès se non fosse il caso di ricostituire a Parigi il club bretone. Questi avrebbe acconsentito, a condizione che non vi fossero ammesse le «cattive teste» che ne avevano fatto parte a Versailles. Riferito il colloquio ai suoi colleghi, fu convenuto che «lui, Gourdan, avrebbe cercato un locale abbastanza vasto per accogliervi i soci e lo avrebbe affittato senza indugio».
Théodore de Lameth sostiene invece che questo incarico fu affidato al deputato di Gray Muguet de Nanthou, ma è smentito dal fratello Alexandre, secondo il quale furono deputati domiciliati a Parigi a occuparsi della bisogna. In ogni caso, fu raggiunto un accordo con il priore dei giacobini di rue Saint-Honoré, che affittò loro per duecento franchi l'anno la biblioteca o il refettorio, o piuttosto entrambi i locali.
La prima riunione del club si tenne «una domenica mattina» del novembre 1789, presenti «quindici o venti deputati», secondo La Révellière-Lépeaux, ma per Lameth ve n'erano «circa cento, e il giorno dopo un numero doppio». Si procedette all'elezione del presidente e anche sul suo nome le fonti sono discordanti. Secondo Dubois-Crancé «Le Chapelier fu il primo presidente ed io il segretario» mentre per Lameth presidente fu il barone de Menou e segretari lui stesso, Barnave, Duport, Le Chapelier, Target e altri tre deputati. È Boullé, nella sua lettera dell'8 dicembre, a darci il primo nome del club: Société de la Révolution, «che sta prendendo una forma regolare dagli statuti che le si stanno dando».

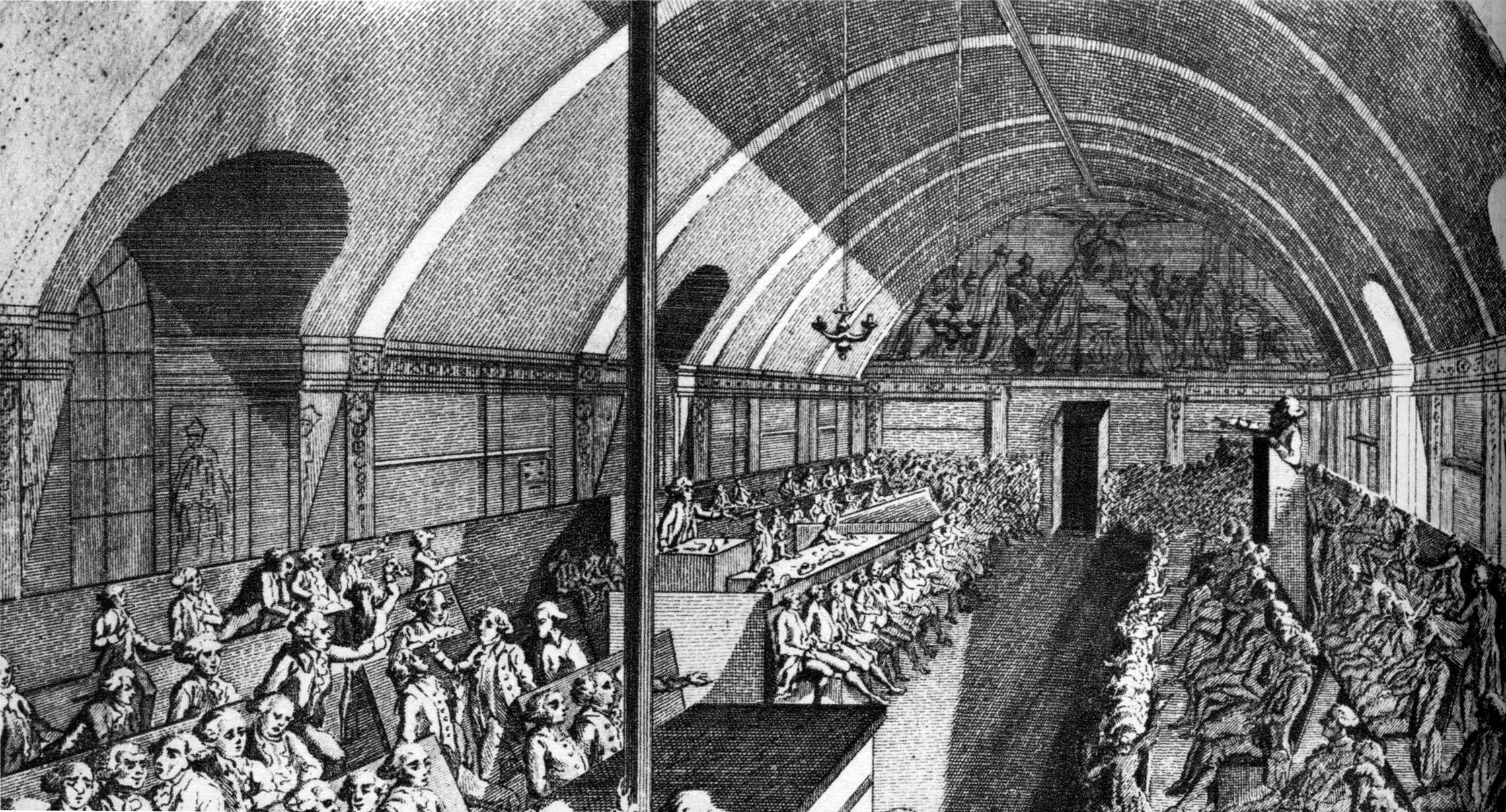
Seduta del club dei giacobini di Parigi nella biblioteca del convento di rue Saint-Honoré

La società si propose inizialmente di preparare ogni misura per assumere l'egemonia politica nell'Assemblea Nazionale e per dirigere l'opinione pubblica nel senso della Rivoluzione. A questo scopo si ritenne opportuno ammettere nel club anche personalità non elette all'Assemblea, anche straniere, in particolare «scrittori che avessero pubblicato qualche utile opera». Furono così ammessi Condorcet, l'economista Cazeau, il matematico Le Camus, «e un piccolo numero di altri scienziati e pubblicisti». Uno di essi, l'inglese Arthur Young, ricorda di essere stato ammesso al club il 18 gennaio 1790. Presentato come autore dell'Aritmetica politica, fu ammesso senza obiezioni e «mi fu detto ch'ero libero d'assistere alle sedute quando volessi, benché straniero».
Il numero degli aderenti aumentò rapidamente. In provincia si costituirono club ispirati alla società parigina e il refettorio del convento giacobino di Parigi si dimostrò presto incapace di contenere tutti i soci: «ai padri giacobini che erano ammessi alle sedute della Società e che vi avevano attinto i veri princìpi della filosofia e del patriottismo, sarebbe dispiaciuto vederla traslocare. Proposero la biblioteca e questo spostamento fu accettato».
La biblioteca era un'ampia galleria. Alle pareti erano posti scaffali di libri e ritratti di membri dell'ordine domenicano, in fondo un altare. Sopra l'ingresso era dipinto un affresco rappresentante Tommaso d'Aquino. I banchi erano posti ad anfiteatro e al centro si trovava il seggio elevato del presidente, sotto il quale stavano i segretari. Davanti a loro sorgeva la tribuna riservata agli oratori. L'illuminazione era insufficiente: «La debole luce di questa sala a volta, dove si arriva da un chiostro oscuro, dà all'insieme un aspetto cupo».

### Prime sedute e scissioni

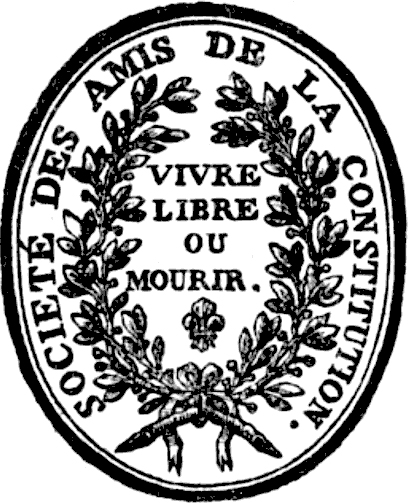
Sigillo del club utilizzato durante la monarchia (1790-1791)

Nella seduta dell'8 febbraio 1790 il regolamento di quella che ora si chiamava Société des Amis de la Constitution fu letto da Antoine Barnave, che ne era stato l'unico o il principale estensore. Occorreva portare nell'Assemblea Nazionale «spiriti preparati dalla discussione e premuniti contro ogni sorpresa» unendo tutti gli amici della Costituzione che stava per essere ultimata e applicata. Occorreva diffonderne i princìpi contro i pregiudizi, gli interessi di parte e le «grida sediziose».
A questo scopo la società intendeva essere un centro di riferimento delle altre società della provincia e aprirsi al contributo di tutti i Francesi. Le qualità richieste ai soci dovranno essere «la fedeltà alla Costituzione, la devozione nel difenderla, il rispetto e la sottomissione ai poteri stabiliti», l'amore per l'eguaglianza, il sentimento profondo dei diritti dell'uomo, la difesa dei deboli e degli oppressi.

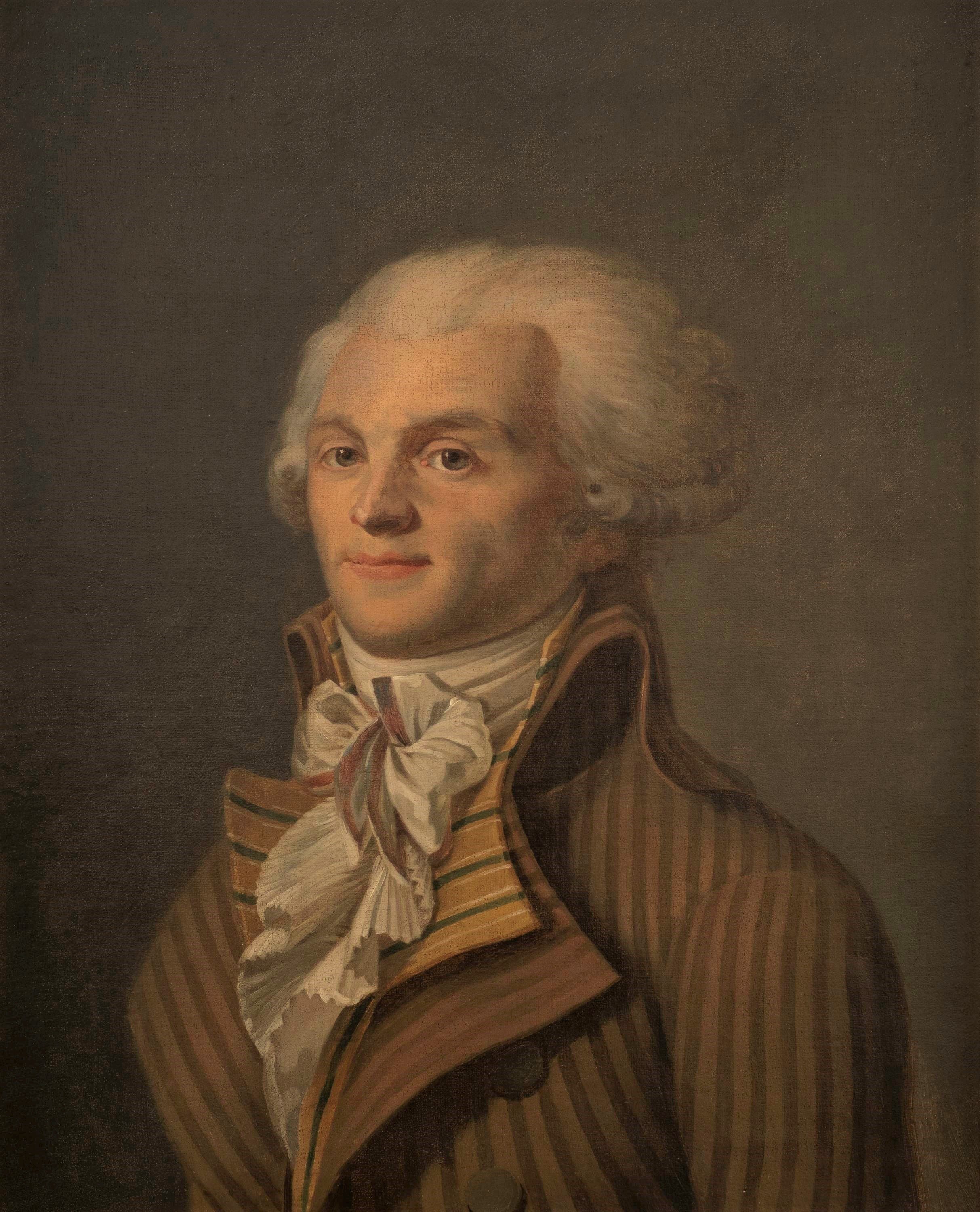
Robespierre

Il nuovo candidato al club doveva essere presentato da tre membri, se deputato, altrimenti da cinque. L'ammissione sarebbe stata deliberata dalla maggioranza dei soci. Erano ammesse candidature collettive di associazioni purché lo spirito delle loro istituzioni fosse essenzialmente lo stesso. La quota sociale era di trentasei lire. Il presidente del club era eletto ogni mese e le sedute erano previste in ogni giorno feriale, alle sei del pomeriggio.
Ben presto i membri della Société furono chiamati dai loro avversari jacobins, o anche jacobites, jacots e jacoquins. L'intento era derisorio e dapprima suscitò le proteste dei soci che poi finirono per accettare e portare quel nome con orgoglio.
Tra i primi interventi al club che ci sono pervenuti, vi è quello del commerciante di Nantes Jean-Baptiste Mosneron de Launay. Nel suo discorso del 26 febbraio 1790, dopo un elogio del commercio, difese la tratta degli schiavi contro le proteste degli Amis des Noirs: «Nessuna tratta è fatta con più riguardo di quella francese» - esclamò - e propose poi l'invio di una squadra navale alle Antille, minacciate dagli Inglesi. Non si conosce la reazione del club giacobino, ma l'Assemblea Costituente, il 10 marzo seguente, approvò il mantenimento della tratta degli schiavi.

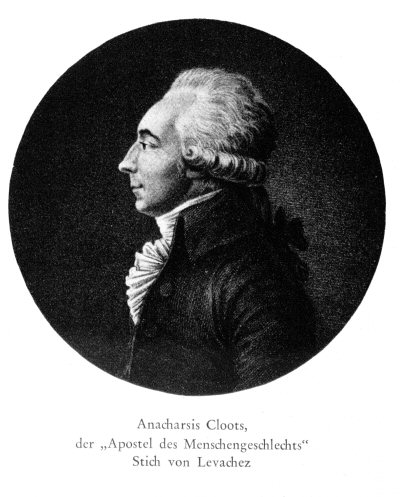
Anacharsis Cloots

Charles de Peyssonnel, fresco autore della Situation politique de la France, affrontò il 10 marzo il problema dell'alleanza politica tra Francia e Austria. La recente morte dell'imperatore Giuseppe II e l'attuale riarmo della Prussia, dei Paesi Bassi, della Savoia e dell'Inghilterra ponevano la necessità di ridiscutere la tradizionale strategia della Francia, rinnovando anche il corpo diplomatico, «infettato dal veleno dell'ancien régime».
Il 18 marzo, dalla tribuna del club il barone prussiano Jean-Baptiste de Cloots denunciò, in un drammatico discorso, le mire del re e dell'aristocrazia che, a suo avviso, erano già in intesa con le potenze straniere reazionarie per restaurare il dispotismo. Occorreva modificare la Costituzione, togliendo al re il comando supremo delle forze armate, e impedirgli di assentarsi da Parigi: «se i Francesi non tratterranno il re sotto la custodia d'una immensa capitale, in mezzo a un esercito di cittadini, di una numerosa guardia nazionale, io non do più di trent'anni di durata all'edificio che voi state costruendo con tanta pena e tanta gloria».
Il 31 marzo Robespierre fu eletto presidente. Non appena fu noto il risultato dell'elezione, Lafayette abbandonò il club per fondare un'altra associazione, la Société de 1789, inaugurata al Palais-Royal il 12 aprile. Probabilmente, Lafayette se ne andò avendo compreso di non poter influenzare a sufficienza l'attività del club, che ora appariva dominato dalle personalità di Barnave, Duport, Lameth, Mirabeau e Robespierre, i cinque membri del primo comitato del club, che «da soli dirigevano tutto, formavano i piani e i progetti, e quello che era giudicato degno di esecuzione era affidato per l'esecuzione a un altro comitato, composto da quindici persone. Rivestito della sua sanzione, il progetto passava al terzo comitato, che finalmente s'incaricava di farlo adottare dalla massa e trasmetterlo ai club affiliati delle province».

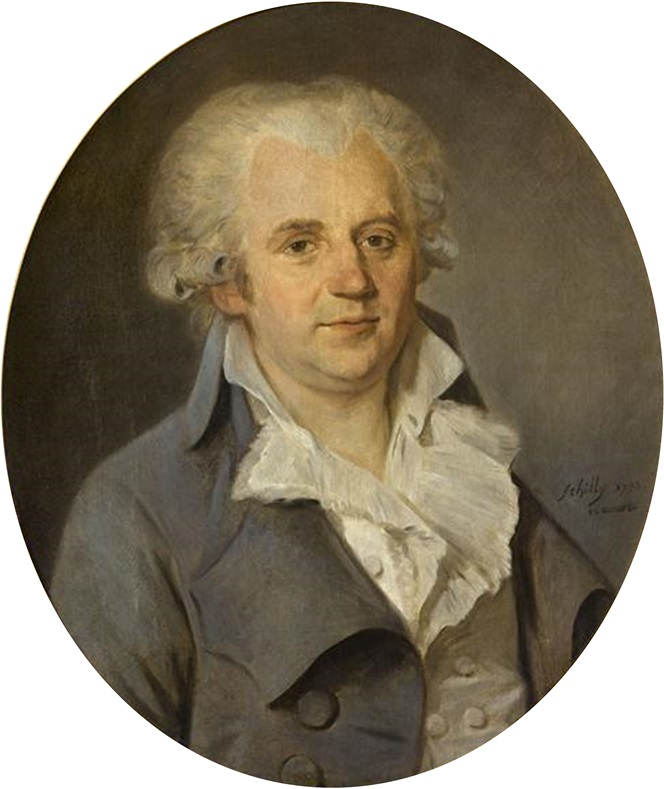
Danton

I rappresentanti dei reggimenti di Chartres e Dauphin avevano denunciato i tentativi degli ufficiali di alimentare lo spirito di rivolta contro il nuovo regime diminuendo le razioni in qualità e quantità e, insieme, distribuendo punizioni e congedi ai soldati patrioti. Su questo problema Danton, il presidente del club dei Cordiglieri, intervenne il 30 maggio tra gli opposti clamori di sostenitori e avversari, affermando che il governo era pienamente immischiato in quelle iniziative controrivoluzionarie e che, da parte sua, era pronto a lavare lo scandalo con il sangue dei ministri.
Nella seduta del 4 giugno 1790 alcuni membri del club proposero di appoggiare la candidatura di Emmanuel Joseph Sieyès a presidente dell'Assemblea Nazionale nella prossima seconda metà di giugno, quando fosse caduto l'anniversario della costituzione degli Stati generali in Assemblea Nazionale, della quale egli era stato animatore. La proposta fu respinta a maggioranza, perché erano in molti a diffidare di quell'uomo, maestro d'intrighi, molto vicino a Lafayette e già tra i fondatori, nello scorso aprile, della rivale Société de 1789. Offeso, l'abate Sieyès lasciò il club e con lui il duca di La Rochefaucauld d'Enville (cugino del più famoso duca La Rochefoucauld-Liancourt), Talleyrand, Mirabeau e La Chapelier, che confluirono nell'associazione di Lafayette.
Mirabeau tornò però in ottobre a frequentare il club dei giacobini. Consapevole dell'autorevolezza di questi come della debolezza politica della Société de 1789, assoldato dalla corte in maggio, Mirabeau sperò di poter manovrare all'interno del club, dove già agivano agenti della monarchia come Bonnecarrère, Desfieux e altri, allo scopo di provocare e sfruttare le divisioni dei rivoluzionari.
L'ambizione di poter succedere a Luigi XVI spinse invece il duca d'Orléans a iscrivere al club il duca di Chartres, suo figlio diciassettenne, provocando le preoccupate lamentele della moglie.
Nel maggio 1791 nell'Assemblea costituente si scatenò un'offensiva della destra contro le società popolari che investirà anche quella dei giacobini dando l'avvio di una rottura interna dei rapporti fra i democratici e i moderati, la successiva tentata fuga in giugno del re a Varennes farà precipitare gli eventi. Barnave portò I suoi amici a una scissione, dando vita, fondendosi con la Società del 1789, a una nuova "società degli amici della costituzione", il Club dei Foglianti.
La petizione per la decadenza del re, avanzata dal Club dei Cordiglieri ed appoggiata dai giacobini, depositata al Campo di Marte, fu al principio di una sparatoria che lasciò sul terreno più di cento morti, sfruttata poi dai moderati, causò una spaccatura fra una parte della borghesia rivoluzionaria e il movimento popolare.
I giacobini escono dalla scissione indeboliti, ma per i foglianti questa è stata un insuccesso politico a causa dello scarso seguito che si erano riusciti a creare.
Dal 22 settembre 1792 la società fiera del suo soprannome decide di assumere il nome di Società dei giacobini amici della libertà e dell'uguaglianza (Société des Jacobins amis de la liberté et de l'égalité). Si viene a creare una "terza legione" giacobina, più giovane, composta da uomini poco colti, ma profondamente fanatici per la salvezza della patria che si affidavano completamente a Robespierre.

### L'anno II
L'insurrezione della Vandea, cattolica e realista dopo essere stata ripresa in mano dai nobili, si estese nell'ovest. Le frontiere furono invase dagli spagnoli a sud-ovest, dai piemontesi a sud-est, dai prussiani, dagli austriaci e dagli inglesi a nord e all'est. Per scongiurare questi pericoli e sotto la pressione dei sanculotti, i montagnardi presero delle misure radicali.
Nell'anno II del calendario rivoluzionario francese, viene creato il Comitato di salute pubblica, presieduto da Danton fino alla morte, poi da Robespierre. Durante tale periodo si può considerare compiuta l'epurazione delle componenti degli "arrabbiati", guidati dall'anziano sacerdote Jacques Roux, degli "indulgenti", guidati da Danton, e degli hébertisti, ottenendo il monopolio dei comitati di governo e prende il via la dittatura del Terrore di Robespierre, che permise di reprimere duramente la rivolta vandeana e gli eserciti stranieri furono ricacciati fuori dai confini nazionali, salvando così la Repubblica.
L'anno II è l'anno dell'apogeo delle società popolari che arriveranno a essere presenti in almeno 5.500 municipalità.

### La crisi
Quando il Terrore ebbe termine nella provincia, si accentuò a Parigi, dopo il voto delle leggi di Pratile che davano il via al grande Terrore, in cui si veniva perseguitati per crimini politici.
Il Terrore poteva reggersi solo sulla necessità di difendere una Repubblica in crisi: venuta meno l'emergenza grazie alle vittorie interne ed esterne, essa cominciava a perdere il sostegno popolare e la sua ragion d'essere.
Robespierre si era fatto molti nemici e iniziò a trascurare la guida del club fino al suo arresto, i giacobini parigini furono accusati di essere ormai nient'altro che burocrati, lontani dal movimento popolare, fino a che fu rimosso e ghigliottinato con il colpo di Stato del 9 termidoro (1794) a cui parteciparono ex membri come Paul Barras e Jean-Lambert Tallien, a cui seguirà il ridimensionamento del club.
Nell'anno III i giacobini furono attaccati sia dalla destra che dalla sinistra, e il 12 novembre 1794 il club dei giacobini fu chiuso definitivamente con la forza dalla Convenzione termidoriana.
I giacobini cercarono di conquistare il Direttorio con il club del Panthéon nel 1795 e con il club del Maneggio nel 1799 (riuscendoci in parte per alcuni mesi, quando il Maneggio espresse diversi ministri come Robert Lindet e due direttori su cinque, Jean-François Moulin e Louis Gohier). Furono esautorati da Napoleone con il colpo di stato del 18 brumaio e il club sciolto d'autorità dal ministro ed ex giacobino Joseph Fouché nel 1801 per cospirazione antigovernativa.

## Presidenti del Club
- Jacques François Menou, Isaac René Guy le Chapelier (1789)
- Honoré Gabriel Riqueti de Mirabeau, Edmond Louis Alexis Dubois-Crancé, Maximilien de Robespierre (fine di marzo - 3 giugno 1790)
- Pierre-Antoine Antonelle (1791)
- Jean-Paul Marat (1792)
- Antoine Barnave (3 giugno - 23 luglio 1790), Maximilien de Robespierre (7 - 28 agosto 1793)
- Joseph Fouché (11 luglio 1794), Nicolas François Vivier (27 luglio 1794), abolito in novembre